# Premio Nacional de la República Democrática Alemana

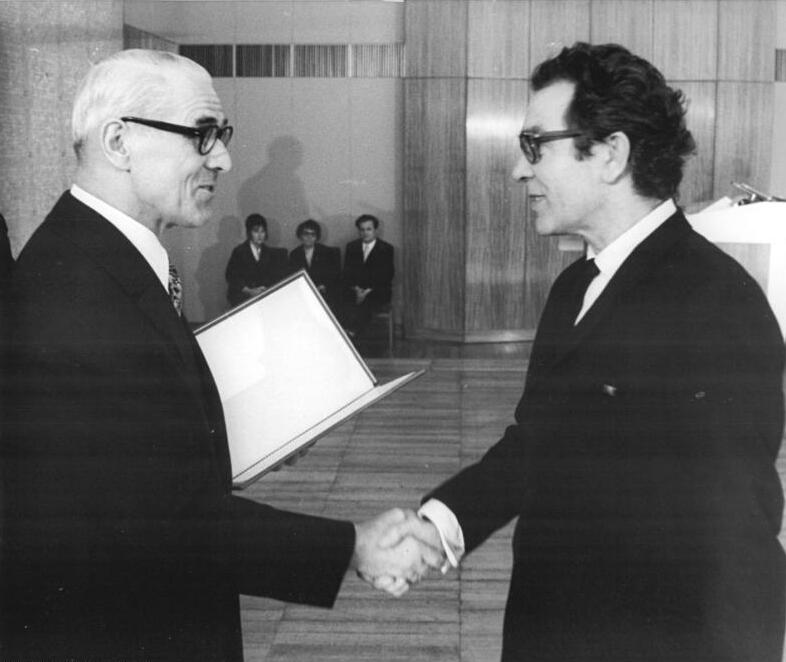
Benno Besson (derecha) recibe el Premio Nacional de la RDA a manos de Willi Stoph (1974).

El Premio Nacional de la RDA (en alemán Nationalpreis der DDR), fue un premio que se entregaba en la República Democrática Alemana (RDA) por «trabajos excelentes y creativos en los campos de la ciencia y la tecnología, descubrimientos matemáticos y científicos importantes, la introducción de nuevos métodos para el trabajo y la producción», o por «obras y logros sobresalientes en los campos del arte y la literatura».
La fundación del premio se remonta a un decreto de la Comisión Económica Alemana del 31 de marzo de 1949; el procedimiento exacto se regula el 18 de mayo de 1949. La primera entrega la realizó el presidente del Deutscher Volksrat el 25 de agosto de 1949, antes de la fundación de la RDA, con el nombre Deutscher Nationalpreis im Goethejahr 1949 (Premio Nacional Alemán en el año de Goethe 1949). La medalla era de oro y poseía un diámetro de 25 mm.
Después de la fundación de la RDA la entrega se reguló por un nuevo reglamento, y pasó a entregarse anualmente el 7 de octubre, Día de la República. Con motivo de la inauguración del Palacio de la República en 1976 también se premió en abril. Los extranjeros que hubieran cosechado logros relacionados con el socialismo también podía recibir este reconocimiento.
Existían tres categorías, cada una con su dotación económica: categoría I, 100 000 marcos; categoría II, 50 000 marcos y categoría III, 25 000 marcos. La misma persona podía recibir el premio varias veces. A partir de la década de 1970 la medalla tenía un diámetro de 26 mm, con la cara grabada de Goethe y las palabras Deutsche Demokratische Republik (República Democrática Alemana) en un lado, y las palabras National-preis (premio nacional) en el otro.